# LGBT práva v Asii

Homosexuální styk je legální
Stejnopohlavní manželství
Stejnopohlavní soužití
Žádná právní úprava
Homosexuální styk je protiprávní
Omezená svoboda projevu a shromažďování
Minimální tresty
Přísné tresty
Hrozí doživotí
Trest smrti

Práva leseb, gayů, bisexuálů a transsexuálů (LGBT) v Asii jsou v porovnání se světem omezená. Stejnopohlavní sexuální styk je trestným činem v minimálně dvaceti asijských zemích. Devět států v Asii umožňuje LGBT osobám otevřeně sloužit v armádě, nicméně pouze Izrael má rozsáhlou legislativu týkající se LGBT práv, vč. stejnopohlavního soužití.
V islámských zemích jako je Afghánistán, Brunej, Írán, Saúdská Arábie a Jemen je stejnopohlavní styk trestán smrtí. Tresty za sodomii se v jednotlivých výkladech práva liší: někde je trestána smrtí a jinde odnětím svobody. V sekulárních zemích s islámskou většinou jako je Indonésie , Jordánsko a Turecko je homosexuální styk legální.
Model rovnosti heterosexuality s homosexualitou v západních zemích je na tomto kontinentu vesměs ojedinělý. Stejnopohlavní styk je trestán smrtí v několika muslimských státech: Afghánistán, Saúdská Arábie, Brunej, Írán a Jemen.

## Legislativa napříč zeměmi
| Legislativa v zemi:                                                                                        | Legální stejnopohlavní styk | Stejnopohlavní soužití                                                                       | Stejnopohlavní manželství | Homoparentální osvojení                                   | Antidiskriminace (sexuální orientace) |
| --- | --- | -------------------------------------------------------------------------------------------- | --- | --------------------------------------------------------- | --- |
| Afghánistán                                                                                                | Ilegální (trest smrti) | Ne                                                                                           | Ne | Ne                                                        | Ne |
| Arménie (někdy počítána do Evropy)                                                                         | Legální od r. 2002 + podepsána deklarace Spojených národů | Ne                                                                                           | (Ústavní zákaz od r. 2015.) | Homosexuální jedinec může adoptovat dítě                  | Částečně zakazuje anti-gay diskriminaci |
| Ázerbájdžán (někdy počítán do Evropy)                                                                      | Legální od r. 2000 | Ne                                                                                           | Ne | Ne                                                        | Ne |
| Bahrajn | Legální od r. 1976 | Ne                                                                                           | Ne | Ne                                                        | Ne |
| Bangladéš                                                                                                  | Ilegální (trest: 10 let vězení - doživotí; většinou neuplatňováno) | Ne                                                                                           | Ne | Ne                                                        | Ne |
| Bhútán | Legální od r. 2020 | Ne                                                                                           | Ne | Ne                                                        | Ne |
| Brunej | Ilegální (Trest: 1 rok vězení až trest smrti, od r. 2019). | Ne                                                                                           | Ne | Ne                                                        | Ne |
| Čína | Legální, je sporné, zda byl někdy nelegální, avšak od zrušení "chuligánského" oddílu trestního zákona v r. 1997, je zřetelnější, že homosexualita není nelegální. V r. 2001 byla homosexualita vyřazena z čínské klasifikace duševních chorob.        | Od r. 2017 určité formy stejnopohlavního soužití v Pekingu, Šanghaji a několika provinciích. | Aktivisté v Pekingu požadují stejnopohlavní manželství.                                                                                  | Ne                                                        | V současnosti neexistuje žádný zákon, avšak gayové v zemi se údajně volně sdružují, se specifickými odlišnostmi v Šanghaji, Pekingu a Yunanu. |
| Filipíny                                                                                                   | Legální (nikdy nebyl trestán) + podepsána deklarace OSN | (Navrženo)                                                                                   | (Navrženo) | (jedinec může dítě adopotovat, nikoli stejnopohlavní pár) | / Neexistuje celostátní ochrana, ale Quezon a Albay mají antidiskriminační vyhlášky. Celostátní zákon je v procesu přípravy.                  |
| Gruzie (někdy počítána do Evropy)                                                                          | Legální od r. 2000 + podepsána deklarace Spojených národů | Ne                                                                                           | (Ústavní zákaz od r. 2018) | Ne                                                        | zakazuje veškerou anti-gay diskriminaci |
| Indie | Legální od r. 2018. | / Neregistrované soužití od r. 2020.                                                         | (navrženo) | (navženo)                                                 | Částečně zakazuje anti-gay diskriminaci |
| Indonésie                                                                                                  | Vždy legální mimo Muslimy v provincii Aceh | Ne                                                                                           | Ne | Homosexuální jedinci mohou adoptovat děti.                | Ne |
| Irák | Rekriminalizován r. 2024 (Trest: 10-15 let vězení) | Ne                                                                                           | Ne | Ne                                                        | Ne |
| Írán | Ilegální (Trest: až trest smrti) | Ne                                                                                           | Ne | Ne                                                        | Ne |
| Izrael | Legální od r. 1963 de facto (soudní rozhodnutí proti výkonu příslušného oddílu ve starém britském zákoně z r. 1936, který ve skutečnosti nebyl nikdy uplatňován) 1988 de jure (zákon formálně zrušen Knesetem) + podepsána deklarace Spojených národů | Neregistrované soužití od r. 1994.                                                           | / Neumožněno, avšak nikoli nelegální, zahraniční stejnopohlavní manželství uznáváno                                                      | Povoleno od r. 2008.                                      | Zakazuje veškerou anti-gay diskriminaci. |
| Japonsko                                                                                                   | Legální (právně od r. 1880, kdy kromě let 1872-1880 nikdy nebyl trestný) + podepsána deklarace Spojených národů | / Certifikáty potvrzující partnerství v některých prefekturách a čtvrtích Tokia              | (Navrženo) | Ne                                                        | / Neexistuje federální ochrana, avšak některá města zakazují veškerou anti-gay diskriminaci                                                   |
| Jemen | Ilegální (Trest: výprask či smrt) | Ne                                                                                           | Ne | Ne                                                        | Ne |
| Jižní Korea                                                                                                | Legální (nikdy nebyl trestný) + podepsána deklarace Spojených národů | Ne                                                                                           | (navrženo, 2023) | Ne                                                        | / liší se dle jurisdikce |
| Jordánsko                                                                                                  | Legální od r. 1951 | Ne                                                                                           | Ne | Ne                                                        | Ne |
| Kambodža                                                                                                   | Legální (nikdy nebyl trestný) | (V několika městech status registrovaného soužití)                                           | Prakticky zakázáno, ačkoli existuje přinejmenším jeden zaznamenaný případ legálně registrovaného a uznaného stejnopohlavního manželství. | Ano                                                       | Ne |
| Katar | Mužský ilegální (Trest: pokuta, až 7 roky vězení, pro muslimy trest smrti) Ženský ilegální (samotný lesbický styk není přímo protizákonný, lze však aplikovat jiné zákony)                                                                            | Ne                                                                                           | Ne | Ne                                                        | Ne |
| Kazachstán                                                                                                 | Legální od r. 1998 | Ne                                                                                           | Ne | Ne                                                        | Částečně zakazuje anti-gay diskriminaci. |
| Kuvajt | Ilegální (Trest: pokuta, muži do 21 let až 10 let vězení, muži nad 21 let až 7 let vězení) Ženský vždy legální | Ne                                                                                           | Ne | Ne                                                        | Ne |
| Kyrgyzstán                                                                                                 | Legální od r. 1998 | Ne                                                                                           | Ústavní zákaz od r. 2016. | Nezjištěno                                                | Ne |
| Laos | Legální (nikdy nebyl trestný) | Ne                                                                                           | Ne | Ne                                                        | Ne |
| Libanon | Ilegální (Trest: pokuta, až 1 rok vězení, zákon vesměs neuplatňován). Sílící veřejná kampaň za legalizaci stejnopohlavních vztahů. | Neuznáno vládou, avšak existují LGBT podpůrné skupiny, které nabízejí přízeň a přijetí.      | Ne | Ne                                                        | Ne |
| Malajsie                                                                                                   | Ilegální (Trest: pokuta, 2-20 let vězení nebo výprask) | Ne                                                                                           | Ne | Homosexuální jedinec de iure může adoptovat dítě.         | Ne |
| Maledivy                                                                                                   | Ilegální (Trest: bičování, domácí práce, deportace až trest smrti; nevymáháno, jelikož jsou vítáni LGBT turisté) | Ne                                                                                           | Ne | Ne                                                        | Ne |
| Mongolsko                                                                                                  | Legální od r. 1993 + podepsána deklarace OSN | Ne                                                                                           | (ústavní zákaz od r. 1992) | Ne                                                        | Částečně zakazuje anti-gay diskriminaci |
| Myanmar (Barma) (Barma)                                                                                    | Ilegální (Trest: 10 let až doživotní vězení; nevymáháno a navržena legalizace) | Ne                                                                                           | Ne | Ne                                                        | Ne |
| Nepál | Legální od r. 2007 + podepsána deklarace Spojených národů | Ne                                                                                           | Legální od r. 2010 | zvažuje se                                                | Nejvyšší soud rozhodl o aplikaci antidiskriminačních zákonů na homosexuální osoby                                                             |
| Omán | Ilegální (Trest: pokuta, až 3 roky vězení; uplatňováno jen v případě "veřejného pohoršení") | Ne                                                                                           | Ne | Ne                                                        | Ne |
| Pákistán                                                                                                   | Ilegální (Trest: 2 roky až doživotní vězení; většinou nevymáháno) | Ne                                                                                           | Ne | Ne                                                        | Ne |
| Palestina: Pásmo Gazy území okupované Izraelem, ale de facto spravované palestinskou samosprávou           | Mužský ilegální (Trest: až 10 let vězení) Ženský legální | Nezjištěno                                                                                   | Nezjištěno | Nezjištěno                                                | Nezjištěno |
| Palestina: Západní břeh Jordánu území okupované Izraelem, ale de facto spravované palestinskou samosprávou | / Legalizován v r. 1951, když území patřilo Jordánsku. Podle jiných zdrojů jsou stále uplatňovány britské koloniální anti-gay zákony. | Nezjištěno                                                                                   | Nezjištěno | Nezjištěno                                                | Nezjištěno |
| Saúdská Arábie                                                                                             | Ilegální (Trest: smrt či vězení/pokuta/výprask) | Ne                                                                                           | Ne | Ne                                                        | Ne |
| Severní Korea                                                                                              | Legální (Nikdy nebylo trestán) | Ne                                                                                           | Ne | Ne                                                        | Ne |
| Singapur                                                                                                   | Mužský legální od r. 2022. Ženský legální od r. 2007 | Ne                                                                                           | Ne | Ne                                                        | Částečně zakazuje anti-gay diskriminaci (fyzické násilí).                                                                                     |
| Sýrie | Ilegální (Trest: až 3 roky vězení; zákon de facto neuplatňován) | Ne                                                                                           | Ne | Ne                                                        | Ne |
| Spojené arabské emiráty                                                                                    | Ilegální (Trest: deportace, pokuta, vězení či trest smrti; zákon vesměs neuplatňován mimo případů veřejného pohoršení) | Ne                                                                                           | Ne | Ne                                                        | Ne |
| Srí Lanka                                                                                                  | Starý britský zákon o sodomii (Trest: pokuta až 10 let vězení), nikdy neaplikován; navržena legalizace | Ne                                                                                           | Ne | Ne                                                        | Ne |
| Tádžikistán                                                                                                | Legální od r. 1998 | Ne                                                                                           | Ne | Ne                                                        | Ne |
| Tchaj-wan                                                                                                  | Legální (nikdy nebyl ilegální) | / Legální v některých aglomeracích                                                           | Legální nejpozději od 22. května 2019 | Legální nejpozději od 22. května 2019                     | Zakazuje veškerou anti-gay diskriminaci (v zaměstnání a školství)                                                                             |
| Thajsko | Legální od r. 1956 | (Navrženo)                                                                                   | Legální od r. 2025 | Legální od r. 2025                                        | Zakazuje veškerou anti-gay diskriminaci |
| Turecko (někdy počítáno do Evropy)                                                                         | Legální od r. 1858 | Ne                                                                                           | Ne | Homosexuální jedinec může adoptovat dítě.                 | Ne |
| Turkmenistán                                                                                               | Mužský ilegální (Trest: pokuta, až 2 roky vězení) Ženský vždy legální | Ne                                                                                           | Ne | Ne                                                        | Ne |
| Uzbekistán                                                                                                 | Mužský ilegální (pouze anální sex) (Trest: pokuta, až 3 roky vězení) Ženský vždy legální | Ne                                                                                           | Ne | Ne                                                        | Ne |
| Vietnam | Legální (žádné zákony proti homosexualitě nikdy neexistovaly) | Ne                                                                                           | Ne | Možnost adopce bez rozdílu na sexuální orientaci jedince  | Částečně zakazuje anti-gay diskriminaci. |
| Východní Timor                                                                                             | Legální od r. 1975 + podepsána deklarace Spojených národů | Ne                                                                                           | Ne | Homosexuální jednice může osvojit dítě.                   | Častečnmě zakazuje anti-gay diskriminaci |

## Legislativa na územích se sporným postavením
| Legislativa v zemi: | Legální stejnopohlavní styk | Stejnopohlavní soužití             | Stejnopohlavní manželství                | Homoparentální osvojení               | Antidiskriminace (sexuální orientace)   |
| ------------------- | --------------------------- | ---------------------------------- | ---------------------------------------- | ------------------------------------- | --------------------------------------- |
| Islámský stát       | Ilegální (trest smrti)      | Ne                                 | Ne                                       | Ne                                    | Ne                                      |
| Tchaj-wan           | Legální od r. 1896          | / Legální v některých aglomeracích | Legální od nejpozději od 22. května 2019 | Legální nejpozději od 22. května 2019 | Zakazuje veškerou anti-gay diskriminaci |